# A pszichológia története
„A pszichológiának hosszú múltja, de rövid története van” – Hermann Ebbinghaus.
Az EMBER különböző megközelítései lehetségesek. Egyik ezek közül a tudományos hozzáállás. A mai "funkcionalizmus" a 19. században, Arisztotelészig menően, a mentális/ lelki életet „szoftverként”, elme-üzemként kezelte. A hagyomány- és társadalom működés – evolúciós/ darwini fejlődés része, átélésemben. Az ember megismerése modellekben válik hatékonnyá. Az ember egyéni különbségei – értékek. A társadalmi korlát – hosszú távon – beszűkít és torzít. Hasznos a tárgyszerű /objektív elemzés. Az elvileg nem cáfolható, bármely nézetben elfogadható állítás – nem tudományos. A pszichológia /lélektan beágyazódása más tudományba – a fogalmi és empirikus /tapasztalt kontextusban /szövegkörnyezetben meggyőz a konkrét, átélhető törvényszerűségek igazában. A tudomány tévedéseit, divatjait és zsákutcáit társadalmi tényezők magyarázzák. Magyaráznunk kell a tudomány-igazság eszméinek keletkezését is. Minden tudós – a társadalom tagja is, érzelmi motivációk kölcsönhatásában „üzemel”. A társadalom- és környezet nem szándékolt befolyása kutatható.

## Filozófiai gyökerek
A pszichológia gyökerei az ókori görög filozófusokig (Platón, Szókratész, Arisztotelész) vezethetők vissza, akik számos kérdést és lehetséges választ fogalmaznak meg az emberi lélek természetével kapcsolatban. A pszichológia terminus megalkotását Rudolph Gocleniusnak, egy német skolasztikus filozófusnak tulajdonítják (1590). A szó elterjedésében döntő szerepet játszott a szintén német filozófus Christian Wolff, aki a lélek szerkezetéről szóló műveinek címévé is tette (1732).
A természettudományok – így a mai értelemben vett tudományos pszichológia – megszületésében döntő jelentőséggel bírt a 17-18. századi felvilágosodás folyamata, amely során az európai gondolkodás egyre inkább megszabadult a vallási, egyházi tekintélytiszteletre alapozott érveléstől.
A világ megismerésének módjára és az emberi lélek tulajdonságára két, egymástól eltérő filozófiai irányzat, a racionalizmus és az empirizmus is igyekezett magyarázatot adni. Mindkettő nagy hatással volt a későbbi pszichológia emberképére.

### Racionalizmus

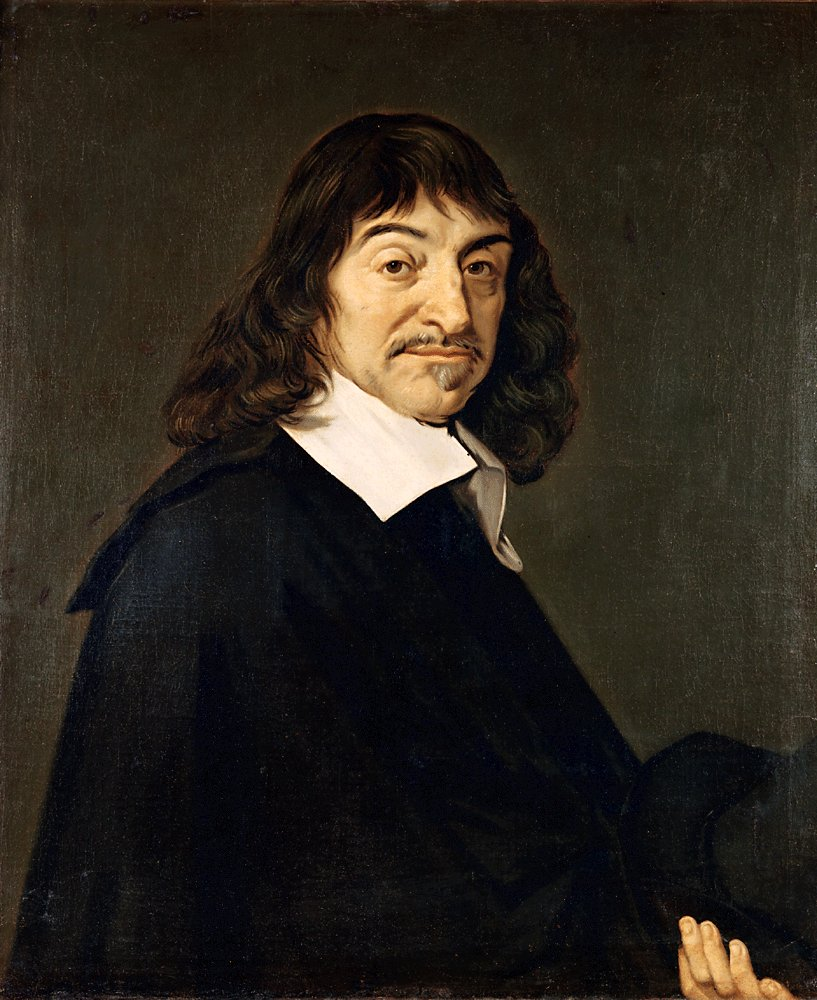
Frans Hals: Descartes

A racionalizmus René Descartes (1596–1650) nevéhez fűződik, aki úgy gondolta, a tudást, azaz a megismerést nem a tekintélyre, hanem magára az emberi észre, rációra kell alapozni. Munkássága döntő részben hozzájárult a természettudományos gondolkodás kialakulásához. Az emberi lélekről való gondolatai ma is visszaköszönnek nemcsak a pszichológiai, hanem a hétköznapi gondolkodásban is. A modern pszichológia szempontjából a legfontosabb felvetései:
- Test-lélek viszony. Descartes szerint a test kizárólag a mechanika törvényszerűségeinek megfelelően működő gép, míg a lélek a testtől független, a gondolkodás képességével jellemezhető képződmény. Az élővilágban egyedül az ember rendelkezik mindkettővel. Mivel a lélek a "gépben lakozó szellem", ezért valahogyan kapcsolatban kell lenniük egymással. Descartes magyarázatában a testi idegek szállítják az életszellemeket. Mivel a lélek egységes és oszthatatlan, ezért az agynak azon szervéből kell, hogy származzon, amelyből csak egy van. Descartes szerint ez a tobozmirigy. Ilyen módon Descartes-nak sikerült összekapcsolnia a két független entitást, ezt nevezik interakcionista dualizmusnak. Mai szemmel nézve, ha nem a konkrét magyarázatot, hanem a feltevést vizsgáljuk, akkor Descartes valójában a reflexműködés folyamatáról, a pszichológiai tulajdonságok agyi lokalizációjáról, a test és a lélek egymásra hatásáról (ld. pszichoszomatika) szól, ami mindmáig központi témája a pszichológiának.
- A tudatosság személyes természete. Descartes szerint az ember élményei csak önmaga számára hozzáférhetőek közvetlenül, mások számára nem megfigyelhetőek.[2] A pszichoanalízis legfontosabb újításának, a tudattalan fogalmának bevezetése pont ezt a nézetet kérdőjelezi meg: vajon mennyire fér hozzá az ember a saját, nem tudatos történéseihez? Vajon mennyire férhet hozzá ehhez egy külső megfigyelő (például a pszichoanalitikus?).
- A gondolkodás és nyelv kapcsolata. A lélek legfontosabb funkciója a gondolkodás, ennek a külső megnyilvánulása pedig a beszéd, illetve a nyelv, ezért ennek vizsgálatára különös figyelmet kell fordítani. Ma külön tudományterület, a pszicholingvisztika foglalkozik ennek kutatásával.
- "A velünk született eszmék" fogalma. Descartes feltételezte, hogy léteznek olyan örök igazságok, általános fogalmak, melyek nem a tapasztalat útján, hanem veleszületetten, születéstől fogva jelen vannak az emberben. Ezt a tételt (nativizmus) támadta az empirista filozófiai iskola. A mai pszichológiában azonban más formában, de szintén felmerül a biológiailag veleszületett tudás létezése. Noam Chomsky például a nyelvelsajátítás képességét ilyen genetikailag meghatározott tulajdonságnak tartja, vagy az evolúciós pszichológia feltételez olyan tudást, ami tanulás nélkül is megvan az emberben (például bizonyos állatoktól való félelem).

### Empirizmus

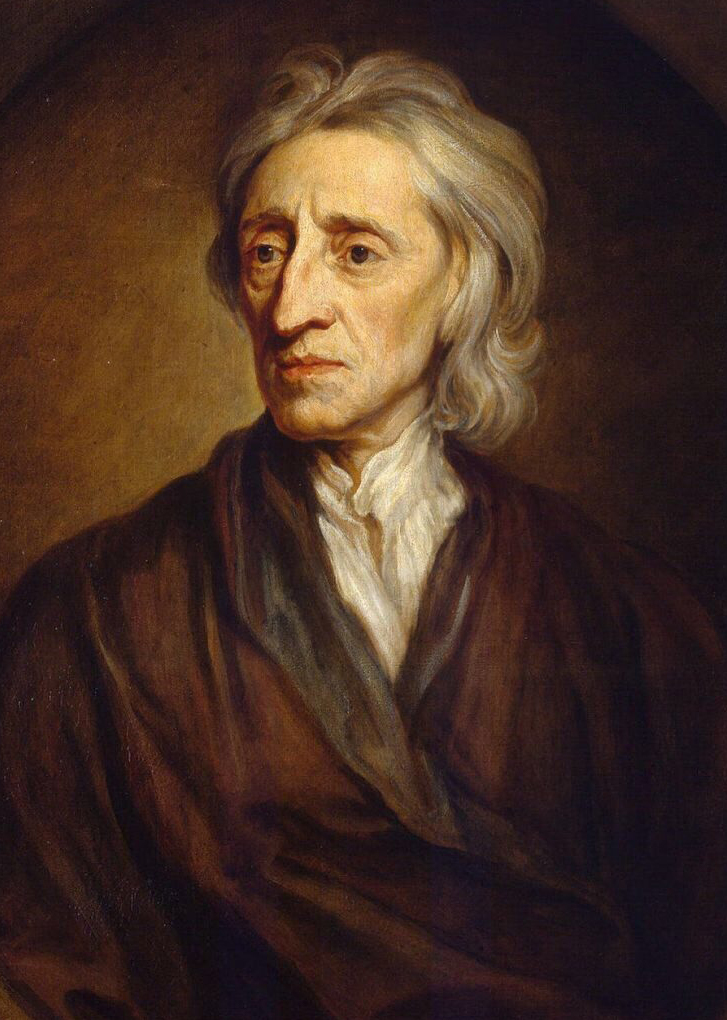
John Locke

A brit empirizmus a 17. század végén bontakozott ki Angliában és Skóciában. Egyik legfontosabb képviselője John Locke (1632–1704), amellett érvelt, hogy az ember elméje születéskor nem hordoz semmilyen tudást, hanem üres lap (latinul: tabula rasa). Erre a lapra minden tudást, ismeretet a külvilágból eredő tapasztalás ír rá. Locke három folyamatot vizsgált, amellyel az üres lap "feltöltődik":
1. Észlelés, melynek során az elmében létrejönnek az ideák, a külvilág pszichés lenyomatai.
2. Asszociáció, az ideák összekapcsolásának folyamata a korábbi tapasztalatok alapján.
3. Absztrakció, aminek hatására az elme az egyes ideákból a közös jegyek elvonásával absztrakt fogalmak, ideák létrehozására képes (ezt nevezik Locke-i absztrakciónak).

David Hume (1711–1776) vetette fel, hogy a pszichés folyamatok (az asszociáció törvényszerűségei) is ugyanolyan oksági törvények alapján működnek, mint a fizikai világ kölcsönhatásai. Ez nagy jelentőséggel bírt a természettudományos pszichológia kialakulásában, mert így ezek a folyamatok is ugyanúgy tanulmányozhatóak, mint például a gravitáció törvényei.
John Stuart Mill (1806-–1873) Hume tételét továbbgondolva, filozófia rendszerében az asszociáció törvényeit kutató pszichológiának hasonló szerepet szán a társadalomtudományok között, mint amivel a természettudományok terén a fizika rendelkezik.
Az empirizmus igen erőteljes hatást gyakorolt a 20. század elején domináló pszichológiai nézőpontra, a behaviorizmusra, illetve a mai kognitív pszichológia bizonyos irányzataira (például konnekcionizmus).

## A tudományos pszichológia megszületése
A 19. században a természettudományok fejlődése és a pozitivizmus térhódítása nagymértékben hozzájárult a filozófiától függetlenné váló tudományos pszichológia kialakulásához.

### A természettudományok fejlődése

#### Reflexelmélet
A reflex-fogalom őse már Descartes munkásságában felfedezhető, de a mai értelemben vett reflexműködés vizsgálata a 18.-19. században kezdődött. César Julien-Jean Le Gallois (1770–1814) idegirtásos kísérletekkel bebizonyította, hogy a reflexműködések központja a gerincvelő. Az angol Bell 1821-ben és a francia François Magendie 1822-ben azonosítják az alapvető anatómiai viszonyokat és megállapítják, hogy a gerincvelő elülső szarvából kiinduló idegek a mozgásokat, a hátulsó szarvból kilépő idegek pedig az érző működéseket közvetítik.
A reflexműködés egyre pontosabb megismerése lehetővé tette, hogy egyszerű viselkedéseket, inger-válasz kapcsolatokat tisztán fiziológiai úton (misztikus erők, életszellemek nélkül) vizsgálni és magyarázni tudjanak. Ivan Pavlov (1849–1936) munkásságában a reflex fogalmát kiterjesztette egy minden viselkedést magyarázó általános elvvé, melyre átfogó pszichológiai rendszerét építette.

#### Frenológia
A frenológia tudományának létrehozása az osztrák anatómus Franz Gall (1758–1828) nevéhez fűződik. Gall szerint a lelki jelenségek "székhelye" az agy, de a működések döntően nem az agykamrákhoz (ahogy azt akkoriban gondolták), hanem a szürkeállományhoz kapcsolódnak. Feltételezte továbbá, hogy bizonyos képességekért bizonyos agyterületek felelősek. Ilyen módon Gall elmélete a pszichés tulajdonságok agyi lokalizációjának előfutáraként tekinthető. Gall azonban azt is állította, hogy az egyes agyterületek méretei megállapíthatóak a koponya dudorainak méretéből, így a dudorok méretének elemzésével megállapíthatóak az adott ember lelki tulajdonságai. Mára ezt a nézetet teljes mértékben megcáfolták, de Gall korában hihetetlen népszerűségnek örvendett.
A frenológia elmélete (vagy annak cáfolása) inspirálóan hatott az agyi lokalizáció kutatására. A magasabb rendű emberi funkciók területén Paul Broca (1824–1880) 1861-ben azonosította a motoros afázia (beszédprodukció nyelvi zavara) és Carl Wernicke (1848–1905) 1874-ben a szenzoros afázia (beszédmegértés nyelvi zavara) kialakulásáért felelős agyterületeket. A lokalizációs kutatások és a reflexműködés neurológiailag alátámasztott jellegzetességei (például a Bell-Magendie szabály) egyre biztosabb hátteret adtak az idegrendszeri folyamatok megértéséhez.

#### Pszichofizika
A pszichofizika a fizikai világ és annak mentális leképezése között viszonyt vizsgáló tudományterület. A 19. század során a lelki jelenségek precíz, természettudományos módszerekkel történő tanulmányozásának fontos eszközévé vált a mérés, amely lehetővé tette a megfigyelt jelenségek matematizálását. A reflexműködések (például reakcióidők) vizsgálata mellett az érzékelés tanulmányozása járult hozzá a pszichofizika kialakulásához, amely ma is a kísérleti pszichológia fontos részét képezi.
Ernest Heinrich Weber (1795–1878) a lipcsei Egyetemen dolgozó fiziológus és anatómus volt, aki felfedezte, hogy a különböző érzékleti modalitások (például látás, hallás, tapintás) esetében az érzékenység nem az ingerek abszolút nagyságára, hanem a különböző ingerek közötti különbség arányára érzékeny.

#### Neurológia
A neurológia orvosi szakterület, amely az idegrendszer rendellenességeivel foglalkozik. Pontosabban az összes olyan betegség diagnosztizálásával és gyógyításával, amelyek kapcsolatba hozhatóak a központi- és a perifériás idegrendszerrel.

#### Evolúciós elmélet
Az élővilág evolúciója azt jelenti, hogy az élővilág összetétele folyamatosan változik, a fajok folyamatosan átalakulnak, új fajok keletkeznek, régiek kihalnak.
Az evolúció természetes kiválasztódáson alapuló elméletét először Charles Darwin (1809–1882) és Alfred Russel Wallace (1823–1913) vetette fel, a fajok eredetének, azaz a divergencia mechanizmusának részletes leírására először Darwin A fajok eredete (1859) című könyvében került sor. Darwin és Wallace munkássága alapján a természetes szelekció általi evolúció a tudományos közösségben és a laikus közönség széles körében egyaránt általánosan elfogadott ténnyé vált. Az 1930-as években a darwini szelekciót és a mendeli öröklődés elméletét a modern evolúciós szintézis foglalta közös keretbe, kapcsolatot teremtve ezzel az evolúció egységei (gének) és az evolúció mechanizmusa (természetes kiválasztódás) között.

### A pozitivizmus térhódítása
A 19. század végére érkezett el az ideje az önálló tudományos pszichológia megszületésének. Ekkora a különböző filozófiai iskolák megfogalmazták a legfontosabb kérdéseket az emberi lélek természetére vonatkozóan. A természettudományok fejlődése lehetővé tette az egyszerűbb viselkedések magyarázatát (például a reflexműködések fiziológiai leírása), valamint megteremtette a precíz kísérletezés módszertanát. Charles Darwin evolúciós elmélete amellett, hogy további fontos kérdéseket vetett fel az emberrel kapcsolatban, lehetővé tette, hogy a lelki folyamatok vizsgálatához se kelljen kilépni a természettudományos gondolkodás kereteiből.

### Az akadémikus pszichológia megszületése Európában
Wilhelm Wundt (1832–1920) a Lipcsei Egyetemen 1879-ben megalapította az első kizárólag pszichológiai kutatással foglalkozó laboratóriumot. Európában ezt a dátumot tekintik a modern pszichológiatudomány kezdetének. Wundt munkásságának jelentősége mára már nem a konkrét eredményeiben, hanem az alapító és szervezőtevékenységében rejlik.

### A funkcionalista pszichológia megszületése az Amerikai Egyesült Államokban
William James (1842–1910) az Amerikai Egyesült Államokban a Harvard Egyetem első pszichológiaprofesszoraként 1890-ben adta ki Principles of Psychology című könyvét, amelyben lefektette a funkcionalista pszichológia alapjait. James munkásságának hatására hamarosan megszületik az alkalmazott pszichológia, és 1892-ben megalakul az Amerikai Pszichológiai Társaság.

## A különböző pszichológiai nézőpontok kialakulása

### Pszichoanalízis

#### A klasszikus pszichoanalízis
Az 1890-es években az osztrák-zsidó neurológus és pszichiáter Sigmund Freud (1856–1939) kidolgozta a saját pszichológiai módszerét, amit pszichoanalízisnek nevezett el. A legfontosabb újítása a tudattalan fogalmának bevezetése volt a pszichológiába. A pszichoanalízis egyszerre elméleti keret és alkalmazott módszer a lelki jelenségek megértésére és gyógyítására. Freud és követői a pszichoanalízist természettudományos eljárásnak tartották, de megszületése óta vita tárgya, vajon mennyire tekinthető a természettudományos pszichológia részének.

#### Különböző iskolák
Freud követői számos ponton módosítják az elméletét. Carl Gustav Jung (1875–1961), Freud egykori tanítványa saját rendszert épít fel, aminek legfontosabb eleme a kollektív tudattalan, melyben az emberiség közös történetéből származó ősképek, archetípusok találhatók. Alfred Adler (1870–1937, korábban szintén Freud munkatársa) megalapította saját pszichológiai iskoláját, amit individuálpszichológiának nevezett. Heinz Hartman az egopszichológia megalapítója, Anna Freuddal közösen végzi az ego funkcióinak feltárását.
A modern pszichoanalízis képviselői Schönberger Margit a tárgykapcsolati elmélet képviselője, és Heinz Kohut, a self-pszichológia megalkotója.

##### Jung analitikus pszichológiája
Jung elfogadta Freud nézetét, mely szerint létezik az emberben egy nem tudatos működés, amely befolyásolja a viselkedést, és amely a neurózisok hátterében megbúvó dinamikát tartalmazza. Ő maga is találkozott ezzel a jelenséggel szóasszociációs kísérletei során. Freuddal ellentétben viszont ő tovább tágította ezt a fogalmat. Nála a tudattalan már nem csupán egy negatív, kínos, és elfojtott tartalmakkal teli tér, amely zavarja a normál működést. Jellemző dialektikus gondolkodása itt is megjelenik, az ő elméletében a tudattalan a tudatos énrész kompenzálása érdekében jön létre, és az ember feladata, hogy megismerje és integrálja, felhasználja elméjének ismeretlen részeit annak érdekében, hogy teljes emberré válhasson. A túlszabályozott, túlzott kontroll alatt élő ember tudattalanja ennek megfelelően végletesen irracionális lesz, és emiatt az ellentét miatt komplexusok alakulhatnak ki. Ez a tudatos beállítódás és a tudattalan komplexusok ellentétben állnak egymással, és amennyiben nem jön létre ezeknek a személyiségrészeknek a kommunikációja, az neurotikus és pszichotikus zavarokhoz vezethet. A kiegészítő szerepet mutatja a típustanban megfogalmazott nézet, mely szerint a tudattalan személyisége a tudatos személyiség antitézise lesz (extravertált gondolkodónak introvertált érző belső énje van).

##### Adler individuálpszichológiája
Adler ember képe:
„Az embert közösségi lényként kell kezelni.” Adler a gyermeket születésétől kezdve szociális lénynek tartotta. Az emberi lelki élet társas jellegét filogenetikailag és ontogenetikailag indokolta. Adler számára a gyermek kezdettől fogva társas lény, akinek képességei és szükségletei szoros kapcsolatban állnak az ő legfontosabb vonatkozási személyeivel. A csecsemőt is interakciós partnernek kell tekinteni, s ennek megfelelően kezelni. Ezen az alapon alakul ki egy szoros társas-emocionális kapcsolat először is a legfőbb gondozóhoz, aki rendszerint az anya. Az érzelmi kötődés biztonságot ad a gyermeknek.

##### Szondi Lipótösztön tannal váltja fel
Gyermek bűnözők, gyógypedagógia, családfa-kutatás, rokonszenv-ellenszenv. Elvitték a nácik, utána Svájcban élt.

##### Neofreudiánus irányzatok
Sigmund Freud pszichoanalitikus elméletének és módszerének követői és továbbfejlesztői tartoznak e körbe.

##### Mahler és a tárgykapcsolati elméletek
Mahler és munkatársai a gyermek-anya párok éveken át történő megfigyelésével alapozták meg a kora gyermekkori kapcsolatok befolyásoló szerepére vonatkozó fejlődéselméletet.

##### Kohut selfpszichológiája
Heinz Kohut 1938-ban az Ausztria Németországhoz való csatolása miatt menekült Anglián keresztül az Amerikai Egyesült Államokba, már kész orvos volt, aki a Bécsi Egyetemen végzett. Kohut Amerikában egy független pszichoanalitikus hagyományt teremtett. Közelebbről a nárcizmus foglalkoztatta. Meglátása szerint mindenkiben van egy egészséges nárcizmus, mert az erős, egészséges egyén bővíteni szeretné képességeit, ezzel szemben a kóros nárcizmus egy gyenge ént takar, aki csak a látszatát igyekszik fenntartani saját nagyvonalúságának.

### Alaklélektan, vagy Gestalt-pszichológia
Az alaklélektan vagy Gestaltpszichológia a két világháború között Németországban élte fénykorát. Az észlelés és gondolkodás folyamatait vizsgálta. Ellentétben a wundti strukturalizmussal, az alaklélektan nem a lelki élet alkotóelemeit, struktúráit kívánta meghatározni, hanem az egészlegességre helyezte a hangsúlyt. Híres mottójuk: Az egész több, mint a részek összege. Jeles képviselői: Kurt Koffka, Max Wertheimer és Wolfgang Köhler.
Hitler hatalomra kerülésével a Gestalt-pszichológia képviselői az Egyesült Államokba emigráltak, ahol ekkoriban a behaviorizmus volt az uralkodó pszichológiai nézőpont, ezért az irányzat elvesztette jelentőségét. A mai modern kognitív pszichológia kezdi újra felfedezni és saját nézetrendszerébe beépíteni az alaklélektan eredményeit.

### Behaviorizmus
A behaviorizmus (viselkedéselvűség) a wundti pszichológia önelemző (introspektív) jellegének ellenpontozásaként jött létre 1913-ban. Képviselői John B. Watson, Edward Thorndike és Burrhus Frederic Skinner amellett érveltek, hogy a tudományos pszichológia csak az objektíven megfigyelhető adatokkal dolgozhat. A környezeti ingerek (stimulus) és a rájuk adott reakciók jellegzetességeinek és törvényszerűségeinek feltárásával foglalkozott. Emiatt szokták S-R pszichológiának is nevezni.
Nagy hatással voltak rá Ivan Pavlov kutatásainak eredményei (például klasszikus kondicionálás). A behaviorizmus az 1950-es évek közepéig az amerikai pszichológia meghatározó irányzata volt.

### Neobehaviorizmus
A neobehaviorizmus/ vagy post-behaviorizmus a behaviorizmus módszerei ellen lázad, melyek az értékek semlegessége révén elfogultak a társadalmi status quo megőrzése, nem pedig a társadalmi változás irányában. Neo-behaviorizmus arra törekszik, hogy elemezze és megértse a jelenségeket, amelyeket nem lehet mérni, mint például a stressz, a szeretet, a bizalom, az empátia és a személyiség. A neobehaviorizmus egyik első képviselője a kanadai-amerikai politológus, David Easton (1917-). A témában 2000-ben jelent meg John Staddon amerikai pszichológus: New Behaviorism : Mind, Mechanism and Society (Neobehaviorizmus: Elme, mechanizmus és társadalom) című kötete.

### Humanisztikus pszichológia
A humanisztikus pszichológia az 1950-es évek közepétől jelent meg az Egyesült Államokban.
Az irányzat önmagára, mint a harmadik erőre hivatkozik, a pszichoanalízissel és a behaviorizmussal szemben. Sokat merít az európai gyökerű fenomenológiából (Brentano, Husserl).
Az önmegvalósításra, a személyiség optimális fejlődésére helyezi a hangsúlyt. Világképe optimistább, mint a pszichoanalízis elfojtott szexualitásra épülő elmélete, vagy a behaviorizmus mechanikus inger-válasz koncepciója. A humanisztikus pszichológia szerint az emberben van valami, ami az állati, biológiai létezésen túlmutat és megfelelő körülmények között kifejlődve az emberi természet alapvetően jó.
Fő képviselői: Abraham Maslow (szükséglet hierarchia), Carl Rogers (ügyfélközpontú terápia).

### Kognitív pszichológia
A kognitív pszichológia az 1960-as években váltotta fel behaviorizmust. A kogníció megismerést jelent, a kognitív pszichológia az emberi megismerő folyamatokkal foglalkozik, mint például az észlelés, érzékelés, gondolkodás, döntéshozás, problémamegoldás, nyelv. Megőrizte a behaviorizmus objektivitásának szigorúságát, de a jelenségek magyarázatában megengedi az olyan, közvetlenül nem megfigyelhető fogalmak használatát, mint a mentális reprezentáció.
A kognitív pszichológia térhódításában nagy szerepet játszottak Noam Chomsky kísérletei, melyek rámutattak arra, hogy a behaviorizmus által leírt klasszikus kondicionálás nem elégséges magyarázat a nyelvelsajátítás folyamatának megmagyarázására. Albert Bandura bebizonyította, hogy a gyerekek képesek pusztán megfigyelés alapján komplex tanulásra. Az agysérülések elmefunkciókra tett hatásainak tanulmányozásának módszerével az agyműködés és az elme közti kapcsolatról is egyre több ismeretet tártak fel Charles Sherrington, Donald Olding Hebb, Antonio Damasio kísérletei.

### Ökológiai pszichológia
Több pszichológiai iskola kutatta a pszichológiai jelenségeket ökológiai megközelítésben, az egyikben James J. Gibson és társai, és egy másikban Roger G. Barker, Herb Wright és munkatársai működtek a Kansas-i Egyetemen (Lawrence). A Gibson-i pszichológiát ökológiai pszichológiának, Barker és követői pszichológiáját környezeti pszichológiának nevezik. Van némi átfedés a két iskola közt, bár a Gibson-i megközelítés inkább filozófiai, s erősen kapcsolódik az elődök történetéhez. Gibson kifejtette a közvetlen észlelés fogalmát, mely szerint az észlelő számára egyértelmű információk vannak a vizuális mezőben, amiket közvetlenül von ki a környezetből. Mind Gibson, mind Barker környezeti kontextusban tartja lehetségesnek a viselkedés vizsgálatát, nem pedig laboratóriumi körülmények közt.

### Egzisztenciális pszichológia
„Az egzisztenciális pszichológia formális meghatározása: a terápia egy olyan dinamikus megközelítése, ami az egyén létében gyökerező félelmekre fókuszál. Az egzisztenciális terápia a dinamikus terápia egy formája. A „dinamikus” szó általános értelemben az energiára, mozgásra, technikai értelemben a mozgató erő fogalmára utal.”

### Evolúciós pszichológia
Az evolúciós pszichológia 1995-ös megszületése David Buss, Leda Cosmides és John Tooby nevéhez fűzhető. Az evolúciós pszichológia kutatásainak célja az emberi elme szerkezetének felderítése és megértése, de nem önálló kutatási terület, hanem gondolkodásmód. Központi eleme az, hogy az elme a vadászó-gyűjtögető őseink előtt álló adaptációs problémákat megoldó, a természetes kiválasztódás során szelektálódott információfeldolgozó gépek halmaza.

### Transzperszonális pszichológia
A transzperszonális pszichológia újabb erőként jelent meg az utóbbi évek nyugati pszichológiájában. Célja olyan eddig elhanyagolt területek tudományos, pszichológiai vizsgálata és alkalmazása a pszichoterápiában, mint például a spiritualitás, transzcendencia, miszticizmus, módosult tudatállapotok.
Igen sok definíció áll rendelkezésünkre, arról hogy mi is a transzperszonális pszichológia, és milyen területekkel foglalkozik. Lajoie és Shapiro (1992) 40 különféle definíciót gyűjtöttek össze az 1969 és 1991 közötti korszakból és öt olyan közös elemet találtak melyek majdnem mindegyikben szerepeltek.[1] Ezek:
- Tudatállapotok és módosult tudatállapotok
- Magasabb vagy végső emberi lehetőségek
- Állapotok az egón, a személyiségén túl
- Transzcendencia
- Spirituális

### Wilber
Egyik mémje a holon, ami Arthur Koestler írásaiból származik. Megfigyelte, hogy minden létező kettős természetű: egyrészt saját maga is egy egész, másrészt egy nagyobb egység része. A holon él mint egész; illeszkedik egy rendszerbe, annak tagja. Ez Wilber „horizontális” /társadalmi összetevője. A lebomlás – felépülés, önmeghaladás „vertikális” /időbeli jellemzője. A társadalmi összetevője: egyén – közösség; időbeli jellemző: belső – külső. A tudat 0-tól a 9-es szintig fejlődhet. A szintek nagyobb övekbe szervezhetők, így preperszonális (tudattalan indíték), perszonális (tudatos mentális tett) és transzperszonális (integrált, önkívüli) szakaszokat. Tudatállapotot 
ébrenlét (az ego/én/self), álmodás (a lélek), mélyalvás (a Tiszta Tudat szintje, alfa, téta hullám). A jungi archetípusok, a maszkulin/ férfi és feminin /nő típusok, a kilenc enneagramma kategória mind érvényes Wilber sémájában, a be /intro- vagy ki /extrovertált irány is üzemel.

## A pszichológia kezdetei

### Az amerikai pszichológia
Az amerikai pszichológia kezdetét 1875-re tehetjük. Ekkor a Harvard Egyetem fiziológia oktatója William James megnyitotta az első pszichológiai bemutató laboratóriumot, amit saját órái keretein belül használt. Abban az időben a laboratóriumot nem használták új kutatások lebonyolítására, ezért a vita továbbra is fenn áll, hogy ez valóban az első empirikus jellegű pszichológiai labor vagy mégsem.

#### 1870-es évek
1878-ban James a Johns Hopkins Egyetemen tartott egy előadás sorozatot melynek eredeti címe ” The Senses and the Brain and their Relation to Thought” (Az érzékek és az agy kapcsolata a gondolkodásban). Ebben erősen vitatta Thomas Henry Huxley nézeteit, miszerint a tudat nem másodlagos következménye a fejlődésünknek, kell lennie valamilyen evolúciós funkciója van, különben nem lett volna lehetséges szelekciója. Ugyanebben az évben Henry Holt felkereste James-t hogy írjon egy tankönyvet az ”új” empirikus pszichológiáról, ha elég gyorsan elkészül ez lehetett volna az első angol nyelvű tankönyv ebben témában. A könyv tizenkét évvel később, Principles of Psychology (A Pszichológia alapelvei) címmel két kötetes kiadásban jelent meg. Eközben kiadták George Trumbull Land könyvét aki a Yale Egyetemen dolgozott, és James Mark Baldwin könyvét a Lake Forest Főiskoláról.
1879-ben a Johns Hopkins Egyetem filozófia oktatóként alkalmazta Charles Sanders Peirce-t. Aki főként asztronómiai és filozófiai munkásságáról ismert, de valószínűleg ő volt az első, aki a színlátást vizsgálta Amerikában, eredményeit 1877-ben publikálta a American Journal of Science újságban. Az egyetemen Peirce és egyik tanítványa, Joseph Jastrow publikálta "On Small Differences in Sensation" (Kis eltérések az észlelésben) című cikket a ”Memoirs of the National Academy of Sciences” című újságban, 1884-ben. A Johns Hopkins Egyetemen 1882-ben Peirce-hez csatlakozott G. Stanley Hall, aki 1883-ban megnyitotta az első kutató laboratóriumot a kísérleti pszichológia számára. Peirce egy botrány miatt kénytelen volt otthagyni pozícióját, és Hall megkapta a Johns Hopkins Egyetem egyetlen filozófia professzori állását. 1887-ben Hall megalapította az American Journal of Psychology című folyóiratot, ami elsősorban a saját laboratóriumából kikerült eredményeket publikálta. 1888-ban Hall otthagyta állását a Johns Hopkins-on, és az újonnan megalapított Clark Egyetem rektora lett, ahol karrierje végéig maradt.

#### 1880-as évek
Hamarosan több egyetemen, Pennsylvania Egyetemen 1887-ben (James McKeen Cattel), Indianai Egyetemen 1887-ben (William Lowe Bryan), Wisconsin Egyetemen 1888-ban (Joseph Jastrow), Clark Egyetemen 1889-ben (Edmund Sanford), McLean Elmegyógyintézetben 1889-ben (William Noyes) és a Nebraszka Egyetemen 1889-ben (Harry Kirke Wolfe). De a Princetoni Egyetemen 1924-ben épült Eno Hall, az első külön épület az Amerikai Egyesült Államok területén, amit teljes mértékben a kísérleti pszichológiának szenteltek, és az egyetem pszichológia tanszékének adott otthont.

#### 1890-es évek
Amikor 1890-ben végül megjelent William James könyve gyorsan az amerikai pszichológia történetének legbefolyásolóbb hatású tankönyvévé vált. Több szempontból megalapozta az elkövetkező években vizsgált kérdéseket. A könyv tudatról, érzelmekről és viselkedésről szóló fejezetei kifejezetten irány meghatározók lettek.
Az egyik személy, akire különösen nagy hatást tett James könyve, John Dewey volt, későbbieknek a Michigani Egyetem professzora. Kezdő kollégáival, James Hayden Tufts-al, George Herbert Mead-el és egyik diákjával James Rowland Angell-el együtt a pszichológia olyan területeivel kezdett foglalkozni, ami jobban fókuszál a szociális környezetre, elmeműködésekre és a viselkedésre, mint a Wundt által végzett pszichofizikai vizsgálatai mentén elindított irányzat. Tufts 1892-ben otthagyta a Michigan Egyetemet és újonnan megalapított Chicagói Egyetemen vállalt állást. Egy évvel később az egyetem vezető filozófusa visszavonult, Tufts a pozíció betöltésére Dewey-t javasolta az egyetem rektorának, William Rainey Harper-nek. A kezdeti vonakodás után, 1894-ben Dewey-t felvették. Dewey hamarosan felvette michigani munkatársait, Mead-t és Angell-t. Ők négyen együtt alapozták meg a pszichológia Chicagói Iskoláját.
1892-ben G. Stanley Hall találkozót hívott össze, több mint 30 pszichológust és filozófust, hogy együtt megalkossák az Amerikai Pszichológiai Társaságot (American Psychological Association, APA). Az első éves találkozót egy évvel később tartották a Pennsylvania Egyetemen, szervezője, házigazdája pedig George Stuart Fullerton volt. A feszültség azonnal látszott a gyakorlati és filozófiai megközelítést pártolók között. Edward Bradford Titchener és Lightner Witmer, felhozta a lehetőséget, hogy a filozófiai nézeteket vallók külön ”szekció”-ban működjenek, vagy teljesen váljanak le. Közel egy évtizednyi vita után, 1901-ben megalakult a Nyugati Filozófiai Társaság (Western Philosophical Association) és megtartotta első gyűlését a Nebraskai Egyetemen. Egy évvel később tartotta meg első találkozóját a Columbia Egyetemen. Végül ez lett a modern Amerikai pszichológiai Társaság középső és keleti részlege.
1894-ben több pszichológus is felkereste Hall-t, mivel elégedetlenek voltak a American Journal of Psychology (folyóirat) vallásos szerkesztőségi politikájával, és egy olyan szerkesztőséget akartak kialakítani, ami nyitottabb olyan pszichológusok felé is, akik nem Hall belső köreihez tartoztak. Hall visszautasította a kérést, ezért James McKeen Cattel és James Mark Baldwin együtt megalapítottak egy folyóiratot a Psychological Review-t, ami gyorsan az amerikai pszichológiai kutatók munkásságának egyik fő kiadójává vált.
1895-től kezdve James Mark Baldwin és Edward Bradford Titchener egy fokozatosan elmérgesedő vitába keveredett, a Wundt laboratóriumában mért rendellenes reakcióidő mérések eredményeinek helyes értelmezéséről. 1896-ban James Rowland Angell és Addison W. Moore megjelentette kísérletsorozatuk eredményeit a Psychological Review-ban, miszerint kettejük közül inkább Baldwin-nak volt igaza. Azonban eredményeik értelmezésénél figyelembe vették Dewey új megközelítését a pszichológiához, ami elutasítja a klasszikus inger-válasz értelmezését a reflexívnek és helyzettől függően állapítja meg, hogy mi az inger és mi a válasz. Az elmélet kibontása Dewey fordulópontot jentő cikkében a ”The Reflex Arc Concept in Psychology" ( A reflexív koncepciója a pszichológiában), ami 1896-ban megjelent a Psychological Review-ban.
Titchener válaszát a Philosophical Review-ban jelentette meg (1898, 1899) és a különbségeket hangsúlyozta saját ”strukrúrális” megközelítését és a Chicagói iskola, általa ”funkcionális”-nak nevezett megközelítése között, itt kezdett először eltávolodni egymástól a strukturalizmus és a funkcionalizmus. A Columbia Egyetem James McKeen Cattell, Edward L. Thorndike, és Robert S. Woodworth által vezetett munkacsoportját, gyakran nevezték az Amerikai Funkcionalizmus második iskolájának, bár ők nem nevezték így önmagukat, kutatásaik a mentális tesztelés, tanulás és nevelés alkalmazott területeire fokuszáltak. Dewey-t 1899-ben az Amerikai Pszichológiai Társaság elnökévé választották, és Titchener lemondott tagságáról. Jastrow 1900-as elnöksége alatt a funkcionalista megközelítést helyezte előtérbe, Angell egyértelműen Titchener nézeteit hangsúlyozta 1904-es könyvében és 1906-os elnöksége alatt. Valójában a strukturalizmus többé-kevésbé csak Titchener-re és tanítványaira korlátozódott. A funkcionalizmus általánosságban a hangsúlyt, amit a cselekvésre és alkalmazásra tett, jobban illeszkedett az amerikai kulturális ”stílus”-hoz, és talán még fontosabb érv mellette, hogy ez népszerűbb volt az egyetemi vagyonkezelőknél és a magánfinanszírozású cégeknél.

### A korai francia pszichológia – a kísérleti pszichológia születése
A francia pszichológiáról szóló tanulmányok nagy részében az áll, hogy a kísérleti, laboratóriumi pszichológia jelenlegi formájában a késő 19. században alakult ki. A tudományosságra törekvő franciaországi pszichológia megalapítójaként négy kiemelkedő tudóst szokás emlegetni: Hippolyte Taine-t (1828-1893), Théodule Ribot-t (1839-1916), Paul Janet-t (1823-1899) és Alfred Binet-t (1857-1911). Maga az alapítás körülbelül az 1870-től 1900-ig terjedő periódusra esett (Carroy & Plas, 1996).
Nem kis mértékben Charles-Louis Napoléon Bonaparte (elnök, 1848-1852; császár, mint "III. Napoléon", 1852-1870) konzervatív uralkodásának köszönhetően a 19. század közepén a franciaországi tudományos filozófia az eklektikus és spiritualista iskolák ellenőrzése alatt állt, amelyeket olyan emblematikus figurák vezettek, mint Victor Cousin (1792-1867), Théodore Jouffroy (1796-1842) és Paul Janet (1823-1899). Ezek a hagyományosan metafizikai iskolák voltak, amelyek erősen szemben álltak a pszichológia természettudományként való számontartásával. A francia-porosz háború kudarcát és III. Napoléon bukását követően mind politikailag, mind szellemileg új utak váltak járhatóvá. 1870-től kezdve folyamatosan és stabilan növekvő érdeklődés övezte a pszichológia pozitivista, materialista, evolúciós és determinisztikus megközelítéseit, amelyek fejlődésére többek között Taine (pl. De L’Intelligence, 1870 – ford.: Az intelligenciáról) és Ribot (1839-1916) (pl. La Psychologie Anglaise Contemporaine, 1870 – ford.: Az angol kortárs pszichológia) munkássága volt nagy hatással.
1876-ban Théodule Ribot megalapította a Revue Philisiphique-et (ford.: Filozófiai Folyóirat; ugyanabban az évben jelent meg, mint a Mind Nagy-Britanniában), amely a következő generáció számára az „új” pszichológiának jóformán az egyetlen francia megnyilvánulása volt (Plas, 1997). Habár ő maga nem volt aktív kísérletező, Ribot számos könyve (főképp a L'Hérédité Psychologique, 1873 – ford.: A lélektani örökség és a La Psychologie Allemande Contemporaine, 1879 – ford.: A német kortárs pszichológia) behatóan befolyásolta az új generációs pszichológusokat. Az 1980-as években Ribot érdeklődése a pszichopatológia felé fordult, könyveit immáron az emlékezeti zavarokról (1881), az akaratról (1883) és a személyiségről (1885) írta, miközben megkísérelte ezeket a témákat az általános pszichológia tárgykörébe vonzani. Habár 1881-ben elveszítette egyetemi tanári állását a Sorbonne-on, ahol a Pszichológiai doktrínák történetét tanította, és helyébe a hagyományőrző Jules Soury (1842-1915) lépett, 1885 és 1889 között már kísérleti pszichológiát taníthatott a Sorbonne-on. 1889-ben a Collège de France Kísérleti és Összehasonlító Pszichológiai Tanszékén tanszékvezetői pozícióba léptették elő, amelyet 1896-ig töltött be.
Théodule Ribot-ra sok történész azóta is úgy tekint, mint a francia tudományos pszichológia atyjára. Szakítván a „régi pszichológiával”, amelyek Victor Cousin-nek és tanítványainak eklektikus spiritualizmusával állt összeköttetésben, Ribot hozzájárult egy új, a filozófiától független pszichológia kialakulásához és fejlődéséhez, amely természettudományos módszerekre és megfigyelésekre támaszkodott. Miközben a kísérleti módszerek használatát erőteljesen szorgalmazta a lélektani tények felderítése során, soha sem vett részt semmiféle laboratóriumi munkában. A Sorbonne-i előadásai tehát egytől egyig másodlagos forrásokon alapultak és nem foglaltak magukban gyakorlati képzést. Munkássága azonban vitathatatlanul hozzájárult a pszichológia tudományának fejlődéséhez, valamint a tudományos világban való elterjedéséhez és népszerűsítéséhez. A kortárs angol és német pszichológiával kapcsolatos könyvei felhívták a nyilvánosság figyelmét különböző empirikus kutatásokra, amelyeket olyan jelentős személyiségek vezettek, mint például Gustav Theodor Fechner (1801-1887), Hermann Ludwig Ferdinand von Helmholtz (1821-1894) és Wilhelm Maximiliam Wundt (1832-1920). Ha a pozitivizmust szűk – Auguste Comte (1798-1857) által megalapozott – értelmében vesszük, Ribot nem tekinthető pozitivistának. A pszichológia ugyanis nem felel meg bizonyos alapvető metodológiai követelményeknek (mint például az objektivitás és a bizonyíthatóság). Mások azonban úgy vélik, hogy a pozitivista címke azokra is utalhat, Ribot-t beleértve, akik az önálló humán tudományok kialakításában jelentős szerepet játszottak. Az első francia pszichológusok tehát csapdába estek azáltal, hogy az elme pozitív tudományának megalapozásán fáradoztak, miközben kötelességük volt figyelmen kívül hagyni azt a tényt, hogy Comte egyértelműen tagadta egy ilyen tudomány létezésének lehetőségét (Guillin, 2004).
Franciaország elsődleges pszichológiai ereje a pszichopatológia területében rejlett. A párizsi Salpêtrière Kórház vezető neurológusa, Jean-Martin Charcot (1825-1893), a hipnózis közelmúltban újjáélesztett és átnevezett gyakorlatát használta annak érdekében, hogy kísérleti úton hisztérikus tüneteket gerjesszen a betegei egy részénél. Két tanítványa, Binet és Janet felvették és kibővítették ezt a gyakorlatot saját munkájuk során.
1889-ben Binet és kollégája, Henri Beaunis (1830-1921) közösen megalapították Franciaország első kísérleti pszichológiai laboratóriumát a Sorbonne-on. Röpke 5 évvel később, 1894-ben, Beaunis, Binet és egy harmadik munkatárs, Victor Henri (1872-1940) megalapították az első, kísérleti pszichológiának szentelt francia folyóiratot, a L’Année Psychologique-et (ford.: A pszichológiai év). A 20. század első éveiben a francia kormány arra kötelezte Binet-t, hogy fejlesszen ki egy módszert az újonnan létrejött általános közoktatási rendszer számára, amellyel képesek lesznek azonosítani azokat a diákokat, akiknek külön segítségre van szükségük az egységes tantervben foglaltak teljesítéséhez. Erre válaszul, a vele együttműködő Théodore Simon-nal (1873-1961) közösen kifejlesztették a Binet-Simon Intelligencia Tesztet, amelyet legelőször 1905-ben hoztak nyilvánosságra (1908-ban és 1911-ben került átdolgozásra). Noha a tesztet azért készítették, hogy Franciaországban használhassák fel, a legnagyobb népszerűségnek mégis az Amerikai Egyesült Államokban örvendett, miközben ugyanitt vált éles viták tárgyává is. Angolra Henry H. Goddard (1866-1957) fordította, aki a Vineland-i Csökkent Felfogásúak Gyakorló Iskolájának volt az igazgatója. Segítője ebben asszisztense, Elizabeth Kite volt. Az 1905-ös verzió fordítása a Vinland Bulletin-ben jelent meg 1908-ban, azonban a legismertebb Kite 1916-os fordítása volt, amely az 1908-as kiadást vette alapul és immáron könyv formájában jelenhetett meg. Az angolra fordított tesztet Goddard arra használta fel, hogy előbbre mozdíthassa az eugenikai mozgalmat, tekintettel azokra, akiket ő veleszületetten gyengeelméjűeknek ítélt meg. Jelen esetben különösen a nem nyugat-európai országokból érkező bevándorlókra kell gondolni. Binet tesztjét a Stanford-i egyetemi tanár, Lewis M. Terman (1877-1956) vizsgálta felül, így született meg a Stanford-Binet IQ teszt 1916-ban. Binet 1911-es halálát követően a Sorbonne-on működő kísérleti laboratórium és a L’année Psychologique Henri Piéron-ra (1881-1964) szállt. Piéron sokkal inkább követett fiziológiai orientációt, mint Binet. Pierre Janet vált Franciaország vezető pszichiáterévé, aki a Salpêtrière-ben (1890-1894), a Sorbonne-on (1895-1920) és a Collège de France-ban (1902-1936) is dolgozott. 1904-ben a szintén Sorbonne-i tanárral, Georges Dumas-val (1866-1946), közösen megalapították a Journale de Psychologie Normale et Pathologique-t (ford.: Normál és Patologikus Lélektan Lapja), aki egyben tanítványa és hűséges követője is volt Ribot-nak. Míg Janet tanára, Charcot a hisztéria neurológiai alapjaira koncentrált, Janet energiáit a pszichopatológia, mint mentális rendellenesség, tudományos megközelítésének kifejlesztésén fáradozott. Az elmélete, miszerint a szellemi patológia az elme tudattalan és tudatos tartományának konfliktusából adódik, illetve, hogy a tudattalan mentális tartalmak szimbolikus jelentésű tünetekként törhetnek a felszínre nyilvános vitát szült közte és Sigmund Freud között.
Paul Broca (1824-1880), egy francia sebész támogatta a német fiziológus, Johannes Müller (1801-1858) munkásságát, amely fejlődésnek indította a biológiát. Broca 1861-ben egy olyan férfi agyát boncolta fel, aki néhány évvel halálát megelőzően szélütést kapott, amelynek következtében elveszítette a beszédkészségét. Megállapították, hogy az agykérgének bal oldali felülete sérült volt. Broca ezt követően kimondta azt, hogy ez az a terület, amely a beszéd képességét meghatározza, és amelyre a mai napig Broca-területként utalnak a kutatók. Ez volt az első anatómiai bizonyíték arra, hogy az agy funkcionálisan lokalizálható területekből áll. Noha a történelem ezt a felfedezést teljes mértékben Broca-nak tulajdonítja, egy másik francia neurológus, Marc Dax (1771-1837) egy generációval korábban hasonló megfigyelésekről számolt be, azonban az ő relatíve korai halála megakadályozta abban, hogy feltevéseit teljes mértékben alátámaszthassa.

### A német pszichológia kezdetei
A német pszichológia a XIX. században alakult ki. Pontos dátuma más-más eseményekhez fűződik. egyesek 1879-re teszik a Lipcsei laboratórium megnyitásával, mások Fechner Pszichofizika elemei című könyvének megjelenésére. A XIX. században sok tudós megcáfolta Immanuel Kant azon feltevését, hogy a „lélek” sosem lehet a tudomány tárgya, mivel nem empirikus jelenség. Helmholztól kezdve Wundtig a tudósok ezt az állítást próbálták megcáfolni, ami végül a német pszichológia kialakulásához vezetett.

#### Filozófiai gyökerek
A 17. században egy új hullám érte a tudományt. Kopernikusz Galileivel, Descartessal és Newtonnal változás következett be az ember világszemléletébe. Hangoztatva a determinista, materialista nézeteket eljutottak egy olyan pontig, ahol úgy kezdték tekinteni az emberre, mint aki már nem az spirituális „égi” lény, melynek istentől célja van. egyrészt érződött az a számkivetettség, de az érme másik oldala az volt, hogy az embert úgymint a természetet, bolygókat anyagi, mechanikus lényeknek kezdték tekinteni, és ezzel egyben a tudósok mérhetőnek vélték, habár akkoriban ezt sok szkepticizmus érte.

##### Emanuel Kant
Kant célja az volt, hogy revolucionizálja a filozófiát, és a dogmatikus racionalizmus és a szkeptikus empirizmus (Hume) meghaladja. Ő bármely metafizikai jelenséget, mely túlmutatott a tapasztalaton érvénytelennek tekintette, mivel nem bizonyítható. Suerinte az embernek empirikus bizonyítékokra van szükségük, ha tudásra akar szert tenni.
A pszichológia későbbi kialakulására nézve Kant elmélete az aktívan rendeződő, feldolgozó és strukturáló elme fontos kiindulópontnak számít. A Hume-i elméletet, mely szerint nem lehet valós ismereteket szerezni a világról azzal az elmélettel kompenzálta, hogy az ember pontosan annyira képes az objektív valóság megismerésére, amennyire az a valóság az elme alapvető struktúráinak megfelel. Azaz a szükségszerű törvényei a világnak a kogníció keretébe épülnek be. Az emberi megismerés folyamatába nem az elme alkalmazkodik a valósághoz, hanem a dolgok igazodnak az értelemhez.
Kant azt állította, hogy pszichológia nem lehet a tudomány tárgya, mert a lélek nem empirikus jelenség „hanem tiszta gondolat”. Vagyis matematikailag nem írható le. Ezzel megszabta az első kihívást a tudósok számára.
Több pszichológiai iskola köszönettel tartozik Kantnak pl. a gestalt pszichológusok a percepcióról és a kognitív struktúrákról alkotott fogalmak terén. Továbbá nagy hatással volt Herman von Helmholztra aki az idegi pályák implikációit vizsgálta.

##### Georg Wilhelm Frierich Hegel
Hegel szerint az egyéni kategóriák az egyéni gondolatoktól függetlenül léteznek, és számára az abszolút szellemben nyerik el létüket. Hegel az evolúció mozgását dialektikus mozgásnak nevezte, mely a tézis, antitézis és szintézis formájában halad saját ellentéte felé és szintetizálva egy magasabbrendű formát hoz létre. Ez az elmélete nyilván kihatott Charles Darwin munkásságára is. Valószínűleg Freud munkássága is Hegel elméletéből merített az id, ego és szuperego elmélete terén. Ugyanis az id jelentené a tézist, az ego antitézis és a szuperego a szintézis, mely igyekszik feloldani az id-ego konfliktust.

##### Johann Wolfgang von Goethe
Sok pszichológus Goethenek neki köszönheti sikereit; Freud ő és Darwin Goethe műveit olvasva érdeklődést nyertek az orvostudományban, és később bevallották, ezért kezdték el orvostudományi tanulmányaikat. A pszichoanalitika is adósa, mivel tőle vették át az elárasztó technika technikát, melyet Goethe pánikbetegségének leküzdése céljából fejlesztette ki. Goethe a látás kapcsán végzett kutatásai segítettek Jean Purkinje munkáján, aki Purkinje-eltolódás felfedezője.

##### Arthur Schopenhauer
Filozófiáját Platón, Goethe, Kant és a védák könyvei ihlették meg.
Kanthoz hasonlóan ő is úgy vélte, hogy a világ csak az érzékeink és gondolataink által válik ismertté. Azaz a világ az én gondolata. Egyezik Kanttal abban, hogy az a priori kategóriák mellett rendezi az elme a benyomásokat, és hevesen támadja materializmust.
Filozófiáját voluntarizmusnak szokás nevezni, melynek talán a legkifejezőbb gondolatai az akarat köré szerveződnek. A világot úgy képzeli el, mint ami gondolat és akarat egyaránt. Szerinte az akarat a döntéshozatal vagy választás felelőse. Később Wilhelm Wundt fogja a figyelem akaratlagos természetét kivizsgálni.
A pszichoanalízis számára a nemkívánatos dolgok tudattalanba való elfojtása, és annak az ellenállása, ha kísérletezünk az elfojtott gondolatokat előhívására voltak nagy hatással.

#### A test-lélek kérdése a 19 században
A tudósok évszázadokon át arra a kérdésre próbáltak választ találni, hogy hol helyezkedik illetve hol fonódik össze a lélek a testtel. Arisztotelész úgy vélekedett, hogy az agy kijelölt funkciója a vér hűtésében áll és a lélek a szívben lakózik. René Descartes az idegrendszert egyfajta hidraulikus mechanizmusnak képzelte el, melyben egyfajta állati lélek felelős a mozgásért. A lélek kijelölt helye pedig, úgy vélte, a tobozmirigyben helyezkedik el. Ő beszélt először reflexekről és a fehér illetve szürkeállományi megkülönböztetés is az ő nevéhez fűződik. Marshal Hall már pontosabb idegrendszeri vizsgálataival precízebb adatokat számolt be a reflexekről. Vizsgálatai azt mutatták, hogy a reflexmozgások a gerincvelővel állnak kapcsolatban. William Gilbert által 1600-ban publikált De Magnete című munkájában írt egy misztikus erőről, az elektromosságról, melyre gyorsan felfigyeltek a tudósok. Ez a fogalom lassan megoldást talált az addigi elégtelen elméletekre, így a Descartes-féle állati lélek, mint az izom mozgásért felelős hajtóerőt felváltódott az erő által. És végül a frenológusok gyakorlati valamint elméleti munkája és Phineas Gage balesetének hatására az tudósok az agyat kezdték a tudat szervének kezdték tekinteni, és később precízebb elméletekhez vezettek. Erre példaként a frenológia ádáz ellenfele Marie-Jean-Pierre Flourens volt alkalmas, aki a nonlokalizációs elméletével támadta a frenológiai, azaz a speciális agyi területeknek tulajdonított képességeket. Ő az eltávolítás módszerét alkalmazta és fejlesztette, mellyel állati agyban különböző régiókat eltávolított. Végül kísérletei arra a következtetésre jutottak, hogy az idegrendszer különböző részei különböző funkciókat hajtanak végre, de az idegrendszer egységes rendszerként funkcionál. Ez az elmélet sok más tudóst, mint Brocca, Wernicke, Hitzig, Munk stb. inspirált.
További nagy mérföldkövet jelentett Émil du Bois-Reymond vizsgálata, mely bebizonyította, hogy ha egy ideget elektromosan ingerlünk, a feszültség alatt álló részecskéknek megfordul az elektromos állapotuk. Ezt nevezzük ma akciós potenciálnak.Az idegrendszeri tevékenységek elektromos természetének felfedezésével és az idegimpulzusok sebességének terjedésének vizsgálatai adtak alapot Helmholz idegimpulzus méréséhez.
Ezek a felfedezések hídként alkalmazhatók Kant és a Pszichofizika között, ugyanis ezen felfedezések nélkül késett volna a pszichofizika kialakulása.
További nagy felfedezés Johannes Müller specifikus idegi energiák törvénye volt, mely azt állította, hogy minden ideg a neki megfelelő érzetet továbbítja.

##### Hermann Ludwig von Helmholtz
Michael Thorne és Tracy Henley úgy írtak róla, mint „ minden idők egyik legnagyobb tudósa”.
A fizikában az energiamegmaradás törvénye, elektrodinamikai, termodinamikai kutatások, és a termodinamika mechanikai megalapozása fűződik nevéhez. Az ő nevéhez fűződik továbbá a szemfenéktükör feltalálása, mely a retina közvetlen vizsgálatát tette lehetővé. A reakcióidő mérési kísérletei nagy hasznot tett a pszichofizika kialakulásának terén. Helmholz fiziológiai felfedezései közé tartozik, hogy az idegrendszer átvitele nem azonnali. Nála már Kant cáfolata világosan látszik, azaz lehetséges az érzékelés mérése.

#### Pszichofizika kialakulása

##### Ernst Weber
Ő volt lipcsei egyetem anatómia-fiziológia professzora. Különös érdeklődést mutatott a szenzoros mechanizmus iránt. Ő fedezte fel, hogy a tapintás nem egyetlen érzet: nyomás, hőérzékelés és helyérzékelés is egyben. Weber vizsgálatai azt mutatták, hogy a tapintás érzékenysége egyes testrészeken különböző. A tapintás lokalizálásának vizsgálata egy nagy jelentőségű felfedezés volt, mely a két-pont-küszöb méréséhez vezetett később.
Vizsgálatai foglalkoztak a súlyészleléssel, melynek eredményeképp az épen érzékelhető különbség (éék) fogalmának létrehozása volt. Jelentősége a vizsgálatának az volt, hogy az alapsúly nagyságától függően változik érzékelés. Úgy vélte a súlyérzékelés matematikai függvényben leírható, mely az 1/40 arányos. Azaz egy 40 mg-os súly legalább egy 1 mg-mal kell eltérjen, a 80 mg-os 2 mg-mal. a felemelt súlyoknál 1/40, passzívan tartott súlyoknál 1/30, a két vonal hosszúnak megítélésében 1/100. Ezzel bebizonyította Helmholzhoz hasonlóan, hogy Kant tévedett.

##### Gustav Theodor Fechner
Fechner gyakran látogatta Weber fiziológia előadásait. 1817-ben lett a lipcsei egyetem orvostanhallgatója, és célba vette az érzetek és a fellépő ingerek közti kapcsolat feltárását, melyet pszichofizika módszerének és elméletének nevezett.
Fechner szavaival élve (1860/1966) „a pszichofizikát úgy kell felfogni, ... mint a test és a lélek, vagy általánosabban… fizikai és pszichológiai világ funkcionálisan összefüggő kapcsolatainak egzakt elméletét”
1860-ban publikálta a Pszichofizika elemeit, melyet egyes tudósok „a pszichológia, mint kísérlet tudomány kezdeteként tartanak számon” (Thorne, Tracy, 2000).
Fechnernek sikerült matematikai formába öntenie Weber felfedezését, és a weber-törvény nevet adta neki. Képlete σI/I= állandó. továbbá felfedezte, hogy az inger intenzitásának növekedésével együtt az észlelés először gyorsan nő, aztán egyre lassabban. Ezt az elméletet tovább fejlesztette, azzal a felfedezéssel, hogy ha az ingereket megnöveljük, megduplázzuk, akkor nem érjük el a várt kétszeres észlelést, hiszen az csupán logaritmikusan növekszik, így 1, 3-szorosára növekszik. Ennek az innovációnak a Fechner-törvény nevet adta, melynet az"S = K Log I”
Vizsgálatának tárgyát két inger közti különbség képezte. Például színek vagy hangok esetén, csak akkor ismerjük fel, ha a különbség a két inger között egy alapértéket, az úgynevezett különbözési küszöböt meghaladja. Megkülönböztethetünk abszolút és relatív különbözési küszöböt, ez a következtetés a Fechner–Weber-féle pszichofizikai törvénynek nevezünk.

#### A 19. századi németországi egyetemek
Donders és Bruce szerint (1972) szerint a német egyetemek „tanítás szabadsága” és „tanulás szabadsága” jelentette az előnyt más országokkal szemben. Ugyanis a tanárok maguk dönthették el, hogy miről szeretnének előadást tartani, és a diákok is azokra az előadásokra jártak be, amik érdekelték őket. Továbbá a német oktatás a kutatást hangsúlyozta, és a laborok váltak a német pszichológia jelképévé.

##### Wilhelm Maximilian Wundt
1879-ben létrehozta az első pszichológiai laboratóriumot a Lipcsei Egyetemen, sokan innentől tartják számon a tudományos pszichológia megszületését. Helmholz tanítványa volt. A kezdetek mögött az az alapgondolat húzódott meg, hogy a tudat és a viselkedés- akárcsak a bolygók, vegyületek, emberi szervek…- tudományos elemzés tárgyai lehetnek. Kutatásai elsősorban az érzékszervi rendszerekkel foglalkoztak, mint a fény és színérzékelés, a negatív utóképek és a színlátás hiányosságával és az optikai csalódásokkal foglalkozott. Emellett ő és munkatársai a figyelmet, az érzelmet és az emlékezetet szintén tanulmányozták. Wundt a mentális folyamatokat az belső percepció segítségével vizsgálta.
Emellett gyártott reakcióidő műszereket is, és mérte a reakcióidőt is. Megfigyelte, ha a kísérleti személy a válaszra koncentrál, akkor az ingert nem tudatosan észleli, és ez gyors választ eredményez. Ha az alany az ingerre összpontosít, akkor tudatosan észleli azt, és ez a figyelem további 1/10-ed másodpercet igényel.
Közel 500 tudományos produktuma jelent meg és 53 735 oldalt publikált.
Wundt magát voluntarizmus képviselőjeként tartotta számon, de sokan strukturalizmus rendszerében említik meg, melyet a diákja Edward Bradford Tichener indított el. Elsősorban azért, mert a figyelem akaratlagos természetét tette meg a „pszichológiai modell paradigmájának”. Wundt azt gondolta, hogy az észrevett és felfogott gondolatokra különböző szerveződési és kombinációs hatások vannak.
1862-ben publikálta az Érzékszervi percepció elmélete felé című könyvét, melyben a pszichológiáról úgy vélekedett, mint ami ”a tudatosság tényeit alapozza meg”.
1873-ban és 1874-ben megjelent két kötetes könyve, mely A fiziológiai pszichológia alapelvei címet viselte. Ez a könyv igyekezte a pszichológiát mint új tudományterület elfogadtatni, és cáfolta Comte és Kant állításait, mely szerint a pszichológia nem lehet a kísérlet tárgya.
1881-ben elindította az első pszichológiai jellegű folyóiratot, mely a Filozófiai tanulmányok címet viselte. Wundt a pszichológiát három részre osztotta:
1. Természettudomány alatt az alacsonyabb rendű mentális folyamatok vizsgálatát értette, mint az érzés és érzékelés.
2. Kulturális tudományok alatt a nyelvet, az emlékezetet és a gondolkodást értette.
3. Kulturális pszichológia alatt pedig a nyelvet, mítoszt és az erkölcsi törvények kialakulásának kutatását értette, szerinte ezek a kategóriák nem elemezhetők kísérletileg.

### A brit pszichológia kezdetei
Az első tudományos pszichológiai szakfolyóiratot a britek alapították 1876-ban, címe: Mind, alapítója Alexander Bain, szerkesztője George Robertson Groom. A folyóirat első két évtizedében gyakori szerzője az amerikai Granville Stanley Hall és az ő tanítványai (Henry Herbert Donaldson, James Cattel McKeen stb.). Azonban hosszú idő telt el, míg a kísérleti pszichológia is tért hódíthatott, oka abban rejlik, hogy a briteknél erős hagyománya volt a „mentális filozófiának.”
Majd csak 1884-ben nyitotta meg Francis Galton (1822-1911) antropometriai laboratóriumát, amelyben számos fizikai jelenséget teszteltek, például erős ütés hatása, észlelések, például látásélesség, stb. Galton rengeteg adatot halmozott fel, s ezek feldolgozásához kifejlesztett számos fontos statisztikai technikát. Az első világháború kitörése előtt dolgozott ebben a laboratóriumban az amerikai James Cattel McKeen, aki vitte tovább a tapasztalatait az Amerikai Egyesült Államokba, s saját kutatásaihoz alkalmazta.
Nem sokkal később Charles Spearman (1863-1945) kifejlesztette a kollerációs alapú eljárást, a faktoranalízist. 1901-ben megjelent Spearman intelligencia elmélete, mely feltételezte, hogy az emberrel vele születik egy általános intelligencia, amely lehet egy bizonyos készség vagy egy specifikus intelligencia.
Az a laboratóriumi pszichológia, amely Németországban és az Amerikai Egyesült Államokban kifejlődött, lassan érkezett el az Egyesült Királyságba. Végül James Ward (1843-1925) filozófus szorgalmazta, hogy a Cambridge-i Egyetemen hozzanak létre egy pszichofizikai laboratóriumot, 1897-ben ez meg is valósult az Élettani Intézetben, s hamarosan egész tudós csoport kapcsolódott be a munkába (WHR Rivers /1864-1922/; CS Myers /1873-1946/ és William McDougall /1871-1938/, stb.). 1898-ban híres expedíciót szerveztek a Torres-szorosba.
1901-ben alapítottak egy Pszichológiai Társaságot, amelyet 1906-ban átneveztek Brit Pszichológiai Társaságnak, 1904-ben megalapították a British Journal of Psychology című szakfolyóiratot.

### Az orosz pszichológia kezdetei
Az orosz objektív pszichológia megjelenése a 19. század közepétől datálható, amikor Oroszország néhány orvosa a fiziológiai kutatások felé fordult. Az elszigetelt országban a nyugati módszerek és az új tudományos irányzatok a cári, később a szovjet cenzúra miatt nem érvényesülhettek, így a pszichológia csak szakaszosan fejlődött.
Kezdetben az orosz megközelítés nem tért el a nyugati világban alapul szolgáló Descartes és Locke-féle gondolkodás jegyeitől (Grigorenko, 1997). Az ekkori legbefolyásosabb gondolkodó, Nyikolaj Jakovlevics Grot (Никола́й Я́ковлевич Грот, 1852-1899) is az introspekcióban látta a tudat és a gondolkodás megismerésének kulcsát, hiszen az ember gondolatai csak saját maga előtt világosak. Tanítványa, a szintén filozófus Georgij Ivanovics Cselpanov (Гео́ргий Ива́нович Челпа́нов, 1862-1936) volt az első, aki a teóriát átültette a gyakorlatba, és empirikus introspekciós megfigyeléseket kezdett el végezni. Ebben az időben azonban még ő sem látta szükségét annak, hogy a pszichológiát elválassza a filozófiai és spirituális irányzatoktól, és bár megfigyelései az emberi viselkedésre irányultak, ezt mindig csak a teóriák igazolása érdekében tette. Ennek ellenére Cselpanov elérte, hogy az ő hazájában is a pszichológiát egy új tudományként kezdjék el számon tartani.
Míg az orosz pszichológia fő ága a nyugati gondolkodás és filozófia nyomdokán haladt, egy új irányzat kezdett kibontakozni Ivan Mihajlovics Szecsenov (1829-1905) vezetésével (Grigorenko, 1997). Szecsenov Moszkvában orvoslást tanult, azonban a 19. századi orosz orvostudomány elavult volt. (Thorne, & Henley, 2000). Szecsenov Németországba, majd később Bécsbe ment, ahol Helmholtztól tanult fiziológiát. Szentpétervárra visszatértekor a Katonaorvosi Akadémián helyezkedett el, és sokat foglalkozott fiziológiai kutatásokkal. Párizsi útja során igazolta és kiterjesztette Weber eredményeit, melyek igazolták az agykéreg gátló hatását a reflexek aktivitására. Ezek voltak az első lépések afelé, hogy fiziológiai vizsgálatoknak lehet alávetni akár pszichés folyamatokat is. Az agyat a reflexek szervezésének központjaként tekintette, és így az érzelmi magatartás minden formáját így vizsgálta, melynek intenzitását az agytevékenység kontrollálja. Ezen elméleteit fogalmazta meg a „Az agyi reflexek” című művében (1863). Legnagyobb visszhangot kapott írása azonban a „Who Must Investigate the Problems of Psychology and How” című írása volt, melyben a pszichológusokat arra kérte, hogy a szubjektív élmények introspekciós elemzésével hagyjanak fel, mely akkoriban vezető fontossággal bírt. Úgy vélte, az állatok reflexes vizsgálatainak fiziológiai megfigyelése vezethet csak az új tudomány valós fejlődéséhez (Thorne, & Henley, 2000). Ez fektette le az objektív orosz pszichológia alapjait, mely során a mentális tevékenységeket nem elszigetelt jelenségként kezelték, hanem egy komplex rendszer egyik folyamataként, melynek során az ember a környezetével interakcióra képes (Grigorenko, 1997).
Ezen a vonalon folytatta pszichológiai kutatásait Behtyerev is (1857-1927), aki Oroszországban szerezte meg orvosi diplomáját, majd külföldön olyan kiemelkedő személyiségektől tanult, mint Wundt és Charcot. Visszatértekor kísérleti pszichológiai laboratóriumokat alapított Szentpéterváron és Kazanyban (Thorne, & Henley, 2000). Célja az volt, hogy az embert minél több szinten komplexen tudja tanulmányozni, anatómiai, biokémiai, szövettani és reflexológiai szempontból (Grigorenko, 1997). Neurotikus pácienseinek kezelésénél az életük objektív vizsgálatát vette alapul, és nem szubjektív élményeiket (Thorne, & Henley, 2000). Szecsenovhoz hasonlóan ő is ellene volt az introspekciós módszernek és hangsúlyozta a reflex fogalmának kulcsfontosságát a pszichológia fejlődésében. Laboratóriumában kondicionált állatokon végrehajtott léziók nyomán vizsgálta a feltételes válasz megmaradását. Az 1917-ben megjelent, a „General Principles of Human Reflexology” című előadássorozatának nyomtatott formájában a pszichológiai problémák objektív megfigyelése mellett állt ki. A reflexológia szót olyan objektív tudomány leírására használta, melynek fő célja a magatartás és a környezeti és fiziológiai feltételek közti összefüggések vizsgálata (Thorne, & Henley, 2000). Behtyerev a kollektív reflexológia fogalmával kívánt magyarázni szociálpszichológiai jelenségeket is, mely túlságosan leegyszerűsítette Szecsenov megközelítését, miszerint a pszichét, mint egyedülálló én-kontrolláló viselkedési funkciót vizsgálja (Grigorenko, 1997). Azonban ő volt az, aki megnyitotta az utat a pszichológiai kérdések objektív vizsgálata felé, korszerű technikával felszerelt oroszországi kutatóközpontokban.
Ivan Petrovics Pavlov (1849-1936) neve és munkássága fémjelzi ezt az időszakot az orosz pszichológia kezdeteiben (“Ivan Petrovich Pavlov (Russian physiologist) -- Britannica Online Encyclopedia,” n.d.). Eredetileg teológiai tanulmányokat folytatott, majd a Szentpétervári Egyetemen fiziológiát és kémiát hallgatott. Németországi tanulmányai során kezdett bele az emésztőrendszerrel kapcsolatos kutatásaiba. 1904-ben Nobel-díjat kapott az emésztés során fellépő kiválasztó funkciók megfigyeléséért és leírásáért (“Ivan Petrovich Pavlov (Russian physiologist) -- Britannica Online Encyclopedia,” n.d.). A pszichológia területén belül a klasszikus kondicionálás fogalmát köthetjük hozzá, mely során egy feltételes inger következetesen megelőz egy feltétlen ingert, akkor az a feltétlen inger részévé fog válni. Ez fogja kiváltani a feltételes választ, amely sokszor nagyon hasonló a feltétlen válaszhoz (Atkinson, & Hilgard, 2005). Ezen kutatásokkal és műveivel magyarázatot adott az emberi viselkedés aspektusaira és vallotta, hogy az állatok vizsgálata során juthatunk el saját megértésünkig. Műveiben hangsúlyozta, hogy a viselkedés csak megfelelő kondicionálás következménye (Atkinson, & Hilgard, 2005).
A laboratóriumok megnyitása azonban csak a kezdete volt az orosz pszichológia terjeszkedésének (Grigorenko, 1997). Hét évvel később a szentpétervári központ megnyitása után 1914-ben Moszkvában megalakult az első Orosz Pszichológiai Intézet Cselpanov vezetésével. Az új helyszínt a fellelhető legkorszerűbb technikával szerelték fel, és az akkoriban legismertebb orosz kutatók dolgoztak és kutattak ott. Cselpanov célja a tudás bővítése mellett az új nemzedék kiképzése volt, melynek köszönhetően Oroszország felzárkózott és lépést tudott tartani a nyugati világ pszichológiai fejlődésével.
Az 1917-es események azonban a pszichológia világát sem hagyták érintetlenül Oroszországban (Grigorenko, 1997). Bár a pszichológia először nem érezte meg ennek a hatását, az 1920-as évektől kezdve egyre inkább érezték az új berendezkedés mivoltát. A főbb intézmények vezetőségét a párthű emberekből, és nem szükségszerűen szakemberekből válogatták ki, valamint több tudósnak is el kellett hagynia az országot világnézete miatt. A pszichológia tárgykörébe igyekeztek a bolsevik nézeteket beleerőltetni, és így a fejlődés megrekedt. Bár Lenin alatt a tudományos iskolák megkötések mellett, de működhettek, Sztálin 1931-ben nyíltan szembeszegült több „burzsoá áltudománnyal”, melyek nem szolgálták ki a totalitárius rezsim érdekeit. Ennek következményeképp az 1930-as években az orosz pszichológiai szaklapokat beszüntették. 1936-ban betiltották a pedológiát és a pszichotechnika alkalmazását, melyek megbénították a további kutatásokat és a megszerzett tudás életbe való átültetését. Vigotszkij (1896-1934), aki a gyermek fejlődésével és annak problémáival, fejlődési rendellenességekkel foglalkozott, ellehetetlenült, és könyveit egy időre be is tiltották.
Az orosz pszichológia legnagyobb pofonjait az 1940-es évek végén kapta meg. Rengeteg vezető pszichológus kutató vesztette el állását, illetve a Liszenko-féle új tudományos berendezkedés megbénította a pszichológia fejlődését. Az bolsevik párt által elfogadott verzió az öröklődésről a genetika elsorvasztását jelentette a Szovjetunióban, dogmatikusan értelmezték a környezet és egyén kapcsolatát. Szintén ebben az időszakban a sztálini berendezkedés elfogadta a pavlovi iskola alapelveit. A pártnak szüksége volt egy világhírű, széles körben ismert orosz tudósra, bizonyítva a szovjet tudományok iránti elkötelezettségüket, és akinek a tanításaival azonosulni lehet (Grigorenko, 1997). Annak ellenére, hogy Pavlov többször is megsemmisítően nyilatkozott a bolsevik államberendezkedésről, az akkori leningrádi laborja sok pénzt kapott az államtól, és halálakor emlékművet és ünnepélyes temetést kapott, mint a szovjet tudomány kiemelkedő alakja (Today, 2011). Azonban Pavlov ellenállása nem állította meg az ő neve alatt futó ideológia terjedését és vele a párt teljes kiszolgálását (Grigorenko, 1997). 1952-ben megrendezték az Első Országos Pszichológiai találkozót, ahol Sztálin „Pszichológia és nyelv” című könyve mellett Szmirnov tartott előadást. Ebben a pszichológia fő célkitűzéseként a klasszikus kondicionálás sajátosságainak megfigyelését jelölte meg a burzsoá nemzetek és a szovjet ember között.
A Szovjetunióban érvényesülő elnyomás és korlátozás ellenére a rendszer lazulásakor a pszichológia tudomány visszatért, és a megszakadt folyamat újabb lendületet véve folytatta útját (Grigorenko, 1997).

### A magyar pszichológia kezdetei
A Magyar Pszichoanalitikus Egyesületet 1913. május 19-én alapította Ferenczi Sándor idegorvos, miután 1907-ben behatóbban érdeklődni kezdett Freud elmélete iránt. Carl Gustav Junggal való személyes találkozása után, 1908-ban Stein Fülöp kíséretében látogatást tett Freudnál.
1908. április 26-án Ferenczi hatalmas sikerű előadást tartott az I. Nemzetközi Pszichoanalitikus Kongresszuson Salzburgban, Pszichoanalízis és pedagógia címmel.
A Magyar Pszichoanalitikus Egyesület tagja volt Ignotus, a Nyugat főszerkesztője is, így a lap számos pszichológiai témájú cikket közölt hasábjain.
Az ötödik kongresszust Budapesten rendezték 1918-ban, melyen Ferenczi elnökölt. Ferenczi tanítványai és munkatársai közül a legismertebbek a Bálint Mihály és Bálint Alice, illetve Hermann Imre és Hermann Alice.
Szondi Lipót 8 síkú ösztön tannal váltja fel Freud pszichoanalízisét. Négy párba rendezett ösztön működik. Ezek öröklött hajlamok. Konstellációjuk /együttállásuk értelmezi az egyéni különbségeket. Erejük /dinamikájuk szerint okoznak betegséget, párválasztást, elhívást /hivatást, barátságot, társadalmi kölcsönhatást, bűnözést és más hatást. Elméletét Magyarországon kívül csak Svájcban ismerik el. Kretschmer lelki és testi alkatát vette alapul (Körperbau und Charakter) A sovány /aszténiás – hasadt /Schizophren kataton /begubódzó vagy paranoiás /nagyzoló, üldözött lehet. A gömbölyded /piknikus – körkörös /Cirkuláris depresszív/magába eső vagy mániás /mozgékony elmebajú lehet. Ha kevésbé súlyos, akkor a lelkialkata olyan, de egészséges. A hisztériát és az epilepsziát rohamszerű /paroximális lefolyásúnak, a homoszexualitást és a szadizmust nemiség /szexuális ösztön-hatásnak értékelte. A 8 ösztön-irány /vektor + és – irányú, ahol a „+” rokonszenves; a „-” ellenszenves. Kórtanilag ez megalapozott, családfákkal valószínűsített. A teszt pedig bevált.
A szocializmus alatt a budapesti iskolát hallgatás övezte, és csak a legközelebbi múlt kezdte újból felfedezni neves elméletalkotóinkat.

## Pozitív pszichológia
A pozitív pszichológia 1998-ban vált a pszichológia egyik új ágává. Martin Seligman, az American Psychological Association elnökeként, irányítása alatti témául ezt választotta.A kifejezés Maslow-tól származik, 1954-es könyvéből, Motiváció és személyiség címmel. Seligman a pszichológusokat arra ösztökélte, hogy folytassák a pszichológia korábbi küldetését, a tehetség táplálását és a normális élet fejlesztését.

## Fontos évszámok a pszichológia történetében
| i.e. 400   | Hippokratész testi típusokkal kapcsolja össze a személyiségjellemzőket (ld. személyiségtipológiák, és egy fiziológiai elmélettel magyarázza a mentális betegségeket. |
| i.e. 350   | Arisztotelész a viselkedés objektív megfigyelésének fontosságát hangsúlyozza, és megfogalmaz három, az ideák asszociációjáért felelős elvet.                         |
| i. sz. 400 | Hippói Szent Ágoston a platonista eszmék hatására gondos introspekciót ír le a Vallomásokban.                                                                        |
| 1650       | René Descartes racionalista filozófiája, az interakcionista dualizmus viszonnyal jellemzi a test és lélek kapcsolatát.                                               |
| 1651       | Thomas Hobbes az asszociacionizmus előfutáraként az állítja, hogy minden idea az érzékszervi tapasztalatokból származik.                                             |
| 1690       | John Locke empirista filozófiája, mely szerint a lélek születéskor üres lap (tabula rasa).                                                                           |
| 1749       | David Hartley munkásságában a memória neurológiai megalapozását javasolja.                                                                                           |
| 1979       | Megalapítják a Cognitive Science (megismeréstudomány című folyóiratot, és az azonos nevű társaságot).                                                                |

## Fordítás
- Ez a szócikk részben vagy egészben a History of psychology című angol Wikipédia-szócikk ezen változatának fordításán alapul.  Az eredeti cikk szerkesztőit annak laptörténete sorolja fel. Ez a jelzés csupán a megfogalmazás eredetét és a szerzői jogokat jelzi, nem szolgál a cikkben szereplő információk forrásmegjelöléseként.